# Pannonischer Ölkäfer
Der Pannonische Ölkäfer (Mylabris pannonica) ist ein Käfer aus der Familie der Ölkäfer. (Meloidae). Der Gattungsname Mylabris wurde im alten Griechenland einem Insekt gegeben, dass sich namentlich bei Bäckern und Müllern findet. Der Artname pannōnica bezieht sich auf die Landschaft Pannonien, in der der Käfer hauptsächlich zu finden ist.
Die Gattung Mylabris ist in Europa mit sieben Untergattungen vertreten, der pannonische Ölkäfer gehört zur Untergattung Micrabis.

## Merkmale des Käfers
|                           |
| Bild 1: Kopf von vorn     |
|                           |
| Bild 2: seitliche Ansicht |

Die Käfer werden 6 bis 12 Millimeter lang. Der Körper ist gestreckt und zylindrisch.
Die Beine sind dünn, alle Schienen besitzen zwei Enddornen. Die zapfenförmigen Vorderhüften berühren sich. Die Hinterbeine haben nur je vier Tarsenglieder, die übrigen Tarsen sind fünfgliedrig (Familienreihe Heteromera). Die Krallen sind in zwei ungleiche, nicht gezähnte Hälften gespalten.
Der breite Kopf ist hinten abrupt eingeschnürt und durch einen schmalen Hals mit dem Halsschild verbunden. Dieser ist wenig schmäler als der Kopf und deutlich schmäler als die Flügeldecken. Er ist parallel, in der Mitte am breitesten. Der Clypeus ist von der Stirn durch eine deutliche Naht begrenzt (Bild 1). Die kurzen Fühler sind elfgliedrig und schnurförmig. Sie sind am Vorderrand der Augen in deren schwacher Ausrandung eingefügt. Alle Fühlerglieder sind deutlich gegeneinander abgesetzt, sie nehmen allmählich an Länge und Dicke zu. Auch das vorletzte Fühlerglied ist länger als breit, das letzte ist kegelförmig zugespitzt, bei den Männchen doppelt so lang wie breit, bei den Weibchen etwas kürzer.
Die Flügeldecken sind nur wenig gehärtet und bedecken den Hinterleib ganz. Hinten können sie etwas klaffen. Die Zeichnung der Flügeldecken variiert sehr stark, wobei die gelbbraune oder schwarze Farbe überwiegen kann. Die Gattung Mylabris besitzt in Mitteleuropa fünf Arten. Trotz der großen Aberrationsspektren dieser Arten lassen sie sich durch die Zeichnung der Flügel gegeneinander abgrenzen. M. pannonica hat – wie zwei weitere Arten – im schwarzen Flügelende einen gelben Fleck, der zumindest nach hinten noch schwarz umrandet ist. An den nach unten umgeschlagenen Seiten an der Basis der Flügeldecken besitzt er (wie auch M. tenera) einen gelben Fleck (Bild 2). Im Gegensatz zu M. tenera sind jedoch die Flügeldecken glänzend, da sie nicht sehr fein gerillt (chagriert) sind. Das Hinterteil läuft spitz und schmal zu und ist schwarz gefärbt.

## Lebensweise
Die Larven sind parasitisch und schmarotzen bei Bienen. Das erste Larvenstadium (Triungulinus) ist sechsbeinig und beweglich. Die späteren Larvenstadien sind dick, weich, häutig, walzig und fußlos. Die Käfer findet man auf Blüten. Die Art ist xero- und thermophil.

## Vorkommen
Die Tiere kommen im Mittelmeerraum bis hinauf ins pannonische Donaubecken nach Ungarn und Tschechien stellenweise häufig vor. Sie fliegen von Juni bis September.